# Thecomyia chrysacra
Thecomyia chrysacra är en tvåvingeart som beskrevs av Luciane Marinoni och Steyskal 2003. Thecomyia chrysacra ingår i släktet Thecomyia och familjen kärrflugor. Inga underarter finns listade i Catalogue of Life.